# アンビシャス (競走馬)
アンビシャス（2012年2月17日生まれ）は、日本の競走馬。父はディープインパクト、母はカーニバルソング。
主な勝鞍は2015年のラジオNIKKEI賞、2016年の産経大阪杯。

## 経歴
北海道浦河郡浦河町の辻牧場にて誕生。アドマイヤの冠で知られる近藤利一夫人の英子の所有馬となり、2歳時に栗東トレーニングセンターの音無秀孝厩舎に入厩。
2014年11月16日、第5回京都競馬4日目第5競走の新馬戦（芝 1,600m）でデビュー、クリストフ・ルメールが手綱を取って1着となった。その後、2戦目の同年12月28日の第5回阪神競馬8日目第9競走の千両賞（サラ系2歳500万下、芝 1,600m）では松山弘平が騎乗して1番人気に応えて1着となった。
2015年、明け3歳緒戦に第49回共同通信杯（2月15日、東京競馬場、芝 1,800m）に出走、4番人気でリアルスティール、ドゥラメンテとほぼ互角の3着に入線し、第62回毎日杯（3月28日、阪神競馬場、芝 2,000m）では1着のミュゼエイリアンと差がない3着に入線したが、賞金を加算できなかったために皐月賞をパスして日本ダービー指定トライアル競走のプリンシパルステークス（東京競馬場、芝 2,000m）へ方向転換、5月9日の同競走では1番人気に応えて1着となったが、第82回日本ダービーには出走しなかった。その2ヶ月後の7月5日、ラジオNIKKEI賞（福島競馬場、芝 1,800m）に出走し、1番人気に応えて1着となり、重賞初制覇となった。その年の秋は菊花賞に向かわず、毎日王冠と天皇賞（秋）に出走（6着、5着）した。
2016年、4歳を迎えての緒戦は中山競馬場初見参となった2月28日の第90回中山記念（芝 1,800m）。レースでは直線抜けだしたドゥラメンテを追いかけ、猛烈な追い込みを見せてクビ差の2着に入線した。その後、4月3日の産経大阪杯（阪神 芝 2,000m）に出走、横山典弘に鞍上が替わったこのレースでは、これまでの後方待機競馬から一変して先行好位待機策を採り、ハナを切って逃げるキタサンブラックをマークしながら第4コーナーを回ってゴール板まであと50mのところでキタサンブラックをかわしてクビ差で1着となり、重賞2勝目となった。その後、6月26日の第57回宝塚記念に3番人気で出走したが16着と大敗した。秋は10月9日の第67回毎日王冠から始動、道中中団追走から鋭く伸び、最後の直線でルージュバックとのマッチレースになるも惜しくも2着に敗れる。10月30日の第154回天皇賞（秋）は4着に終わり、休養に入った。
2017年、始動戦となった2月26日の第91回中山記念は1番人気に推されたが4着、この年からGIに昇格した4月2日の大阪杯でも5着に終わり、6月4日の第67回安田記念は15着と惨敗続きとなった。同年9月23日付けでJRA競走馬登録を抹消、オーストラリアに移籍する。
移籍後は2戦目のタンクレッドステークスで2着になるなど堅実に走り続けたが、ダットタンチンナムステークス以降は全て着外に終わり、2019年12月21日のヘムストステークス6着以降のレースの出走情報はない。その後、レーシングヴィクトリアが運営し、元競走馬の所有者と所在地についてのデータ収集を行うOff The Track (OTT) Communityの公式ツイッターにて現地にて馬術競技馬に転向し、オーストラリアの引退馬限定の大会に参加していたことが明らかとなった。

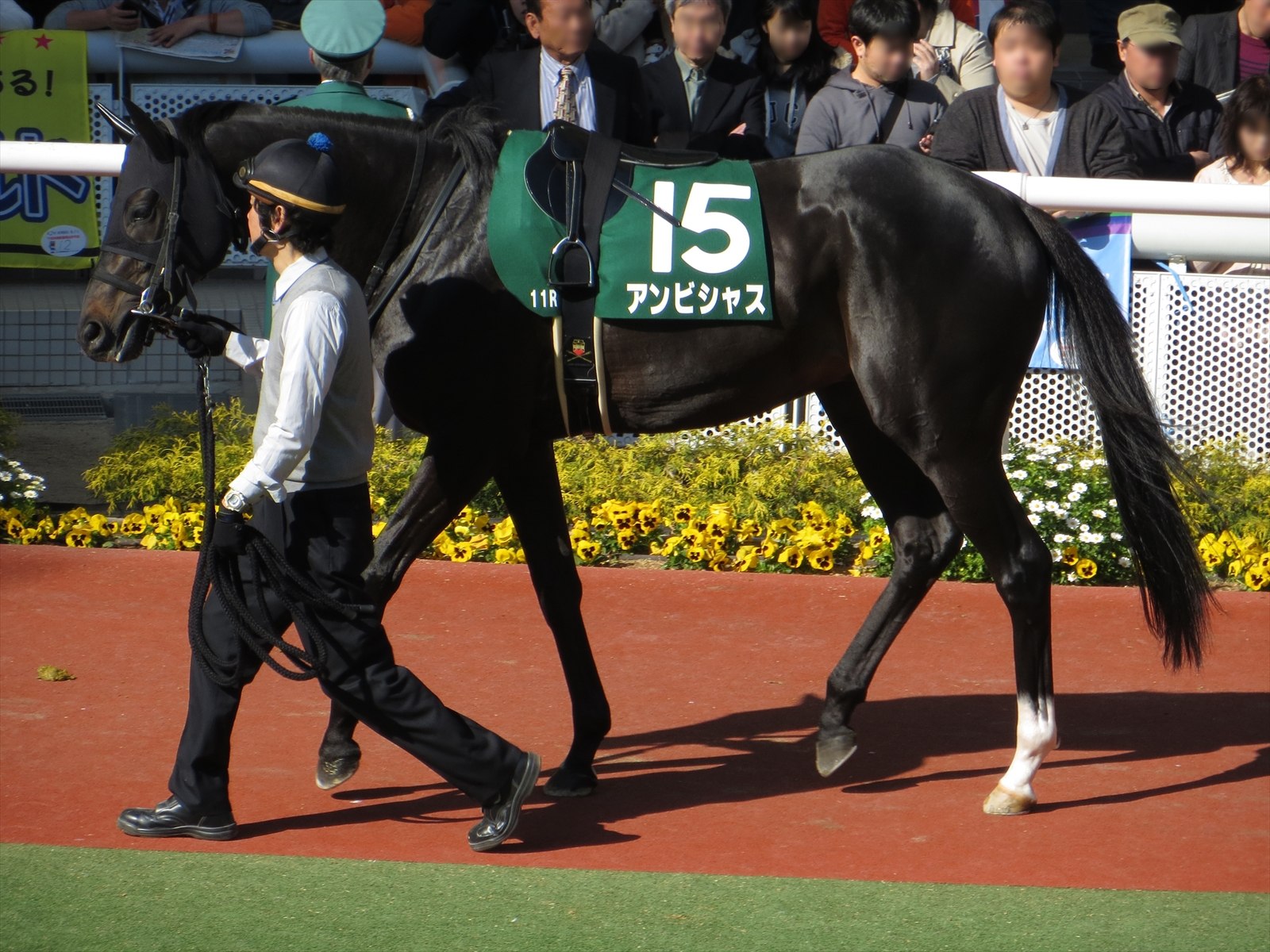
2015年毎日杯
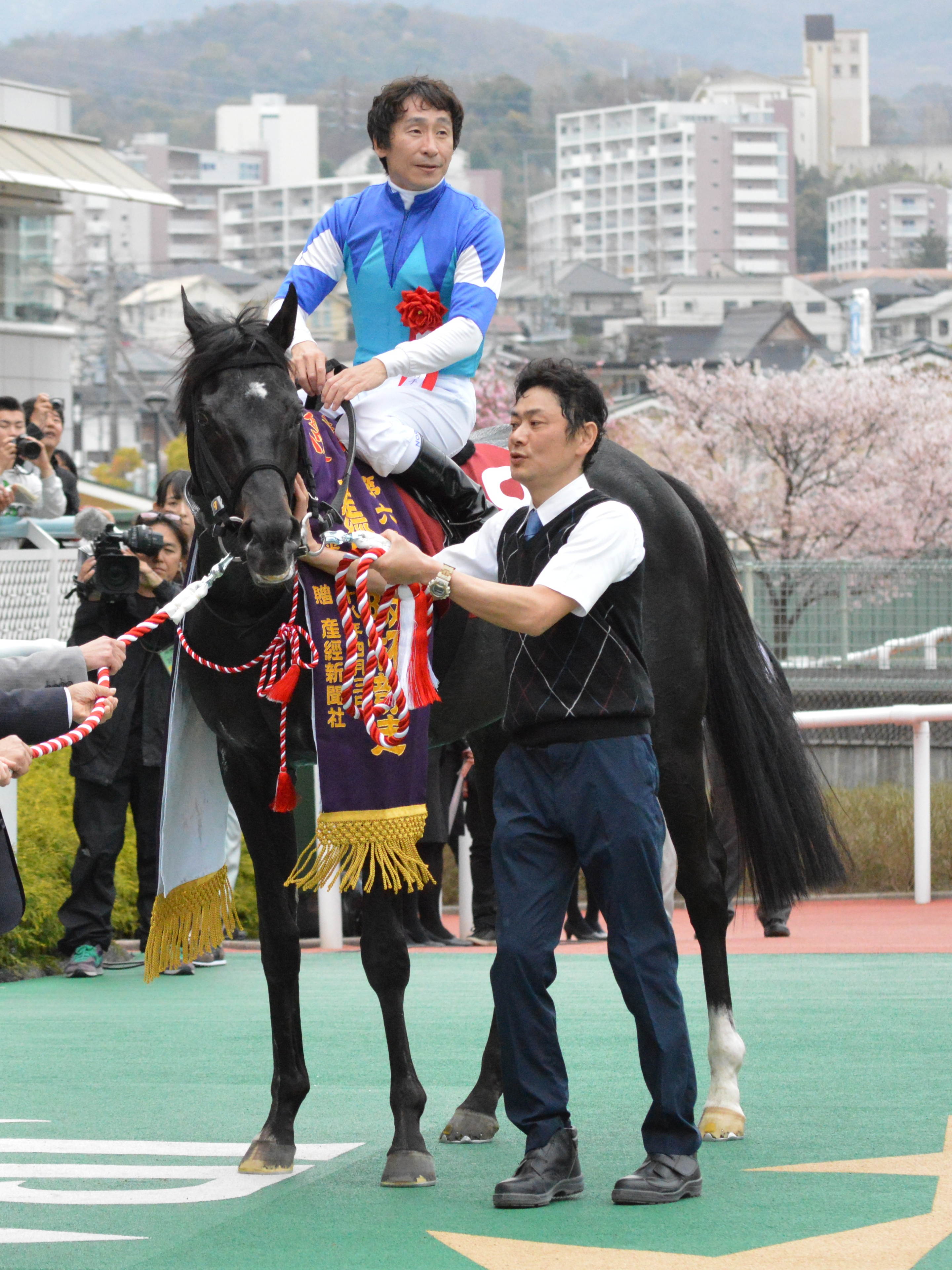
大阪杯表彰式

## 競走成績
| 競走日     | 競馬場           | 競走名              | 格   | 馬場・距離 （馬場状態） | 頭数 | 枠番 | 馬番 | オッズ （人気） | 着順 | タイム （上がり3F） | 着差 | 騎手             | 斤量 [kg] | 1着馬（2着馬）       |
| ---------- | ---------------- | ------------------- | ---- | ----------------------- | ---- | ---- | ---- | --------------- | ---- | ------------------- | ---- | ---------------- | --------- | -------------------- |
| 2014.11.16 | 京都             | 2歳新馬             |      | 芝1600m（良）           | 15   | 1    | 1    | 4.0（2人）      | 1着  | 1:34.9（35.0）      | -0.4 | C.ルメール       | 55        | （アルパーシャン）   |
| 0000.12.28 | 阪神             | 千両賞              |      | 芝1600m（良）           | 16   | 5    | 9    | 3.4（1人）      | 1着  | 1:37.4（34.0）      | -0.1 | 松山弘平         | 55        | （ジェルブドール）   |
| 2015.02.15 | 東京             | 共同通信杯          | GIII | 芝1800m（良）           | 12   | 7    | 10   | 12.5（4人）     | 3着  | 1:47.4（34.5）      | 0.3  | C.デムーロ       | 56        | リアルスティール     |
| 0000.03.28 | 阪神             | 毎日杯              | GIII | 芝1800m（良）           | 15   | 8    | 15   | 3.6（1人）      | 3着  | 1:47.3（34.5）      | 0.1  | 松山弘平         | 56        | ミュゼエイリアン     |
| 0000.05.09 | 東京             | プリンシパルS       | OP   | 芝2000m（良）           | 18   | 8    | 16   | 1.9（1人）      | 1着  | 2:00.2（34.1）      | -0.1 | C.ルメール       | 56        | （ケツァルテナンゴ） |
| 0000.07.05 | 福島             | ラジオNIKKEI賞      | GIII | 芝1800m（良）           | 16   | 2    | 3    | 2.8（1人）      | 1着  | 1:46.4（34.3）      | -0.6 | C.ルメール       | 56.5      | （ミュゼゴースト）   |
| 0000.10.11 | 東京             | 毎日王冠            | GII  | 芝1800m（良）           | 13   | 5    | 7    | 5.0（2人）      | 6着  | 1:46.1（33.0）      | 0.5  | M.デムーロ       | 54        | エイシンヒカリ       |
| 0000.11.01 | 東京             | 天皇賞（秋）        | GI   | 芝2000m（良）           | 18   | 1    | 2    | 8.7（4人）      | 5着  | 1:58.6（33.7）      | 0.2  | M.デムーロ       | 56        | ラブリーデイ         |
| 2016.02.28 | 中山             | 中山記念            | GII  | 芝1800m（良）           | 11   | 8    | 10   | 6.5（4人）      | 2着  | 1:45.9（33.6）      | 0.0  | C.ルメール       | 55        | ドゥラメンテ         |
| 0000.04.03 | 阪神             | 産経大阪杯          | GII  | 芝2000m（良）           | 11   | 4    | 4    | 3.9（2人）      | 1着  | 1:59.3（33.4）      | -0.0 | 横山典弘         | 56        | （キタサンブラック） |
| 0000.06.26 | 阪神             | 宝塚記念            | GI   | 芝2200m（稍）           | 17   | 1    | 2    | 9.1（3人）      | 16着 | 2:14.9（38.6）      | 2.1  | 横山典弘         | 58        | マリアライト         |
| 0000.10.09 | 東京             | 毎日王冠            | GII  | 芝1800m（稍）           | 12   | 6    | 7    | 4.5（3人）      | 2着  | 1:46.6（33.6）      | 0.0  | C.ルメール       | 57        | ルージュバック       |
| 0000.10.30 | 東京             | 天皇賞（秋）        | GI   | 芝2000m（良）           | 15   | 2    | 3    | 6.0（4人）      | 4着  | 1:59.9（34.0）      | 0.6  | 横山典弘         | 58        | モーリス             |
| 2017.02.26 | 中山             | 中山記念            | GII  | 芝1800m（良）           | 11   | 6    | 7    | 2.3（1人）      | 4着  | 1:47.8（33.8）      | 0.2  | C.ルメール       | 57        | ネオリアリズム       |
| 0000.04.02 | 阪神             | 大阪杯              | GI   | 芝2000m（良）           | 14   | 7    | 12   | 13.2（5人）     | 5着  | 1:59.3（33.6）      | 0.4  | 福永祐一         | 57        | キタサンブラック     |
| 0000.06.04 | 東京             | 安田記念            | GI   | 芝1600m（良）           | 18   | 2    | 4    | 9.1（5人）      | 15着 | 1:32.9（34.8）      | 1.4  | 横山典弘         | 58        | サトノアラジン       |
| 2018.03.10 | フレミントン     | オーストラリアンC   | GII  | 芝2000m（良）           | 12   |      | 12   | 21.0（6人）     | 9着  |                     |      | D.レーン         | 59        | Harlem               |
| 2018.03.31 | ローズヒル       | タンクレッドS       | GI   | 芝2400m（良）           | 9    |      | 3    | 21.0（4人）     | 2着  |                     |      | C.ウィリアムズ   | 59        | Almandin             |
| 2018.04.14 | ランドウィック   | クイーンエリザベスS | GI   | 芝2000m（良）           | 10   |      | 7    | 12.2（5人）     | 8着  |                     |      | C.ウィリアムズ   | 59        | Winx                 |
| 2018.05.19 | ドゥームベン     | ドゥームベンC       | GI   | 芝2000m（良）           | 11   |      | 7    | 9.5（4人）      | 3着  |                     |      | C.ウィリアムズ   | 59        | Comin' Through       |
| 2018.06.09 | ドゥームベン     | ブリズベーンC       | GII  | 芝2200m（不）           | 8    |      | 6    | 5.5（4人）      | 4着  |                     |      | C.ウィリアムズ   | 59.5      | Sedanzer             |
| 2018.09.08 | ムーニーヴァレー | ダットタンチンナムS | GI   | 芝1600m（良）           | 11   |      | 2    | 19.0（8人）     | 6着  |                     |      | M.ザーラ         | 59        | Magic Consol         |
| 2018.09.30 | コーフィールド   | アンダーウッドS     | GI   | 芝1800m（良）           | 9    |      | 4    | 26.0（7人）     | 8着  |                     |      | M.ザーラ         | 59        | Homesman             |
| 2019.02.23 | コーフィールド   | ピーターヤングS     | GII  | 芝1800m（良）           | 11   |      | 2    | 41.0（10人）    | 9着  |                     |      | M.ザーラ         | 59        | Avilius              |
| 2019.04.20 | コーフィールド   | イースターC         | GIII | 芝2000m（良）           | 12   |      | 4    | 21.0（8人）     | 10着 |                     |      | J.ウィンクス     | 59        | Plein Ciel           |
| 2019.08.31 | コーフィールド   | ヘザーリーS         | L    | 芝1700m（良）           | 12   |      | 4    | 21.0（8人）     | 10着 |                     |      | M.ザーラ         | 59        | Super Titus          |
| 2019.12.21 | アスコット       | ヘムストS           | GII  | 芝2100m（良）           | 6    |      | 1    | 21.0（5人）     | 6着  |                     |      | J.ホワイティング | 59        | Regal Power          |

## 血統表
| アンビシャスの血統              | アンビシャスの血統                                     | アンビシャスの血統   | （血統表の出典）     | （血統表の出典） |
| 父系                            | サンデーサイレンス系                                   | サンデーサイレンス系 | サンデーサイレンス系 | [ § 2 ]          |
| 父 ディープインパクト 2002 鹿毛 | 父の父*サンデーサイレンス Sunday Silence 1986 青鹿毛   | Halo                 | Hail to Reason       | Hail to Reason   |
| 父 ディープインパクト 2002 鹿毛 | 父の父*サンデーサイレンス Sunday Silence 1986 青鹿毛   | Halo                 | Cosmah               |                  |
| 父 ディープインパクト 2002 鹿毛 | 父の父*サンデーサイレンス Sunday Silence 1986 青鹿毛   | Wishing Well         | Understanding        | Understanding    |
| 父 ディープインパクト 2002 鹿毛 | 父の父*サンデーサイレンス Sunday Silence 1986 青鹿毛   | Wishing Well         | Mountain Flower      |                  |
| 父 ディープインパクト 2002 鹿毛 | 父の母*ウインドインハーヘア Wind in Her Hair 1991 鹿毛 | Alzao                | Lyphard              | Lyphard          |
| 父 ディープインパクト 2002 鹿毛 | 父の母*ウインドインハーヘア Wind in Her Hair 1991 鹿毛 | Alzao                | Lady Rebecca         |                  |
| 父 ディープインパクト 2002 鹿毛 | 父の母*ウインドインハーヘア Wind in Her Hair 1991 鹿毛 | Burghclere           | Busted               | Busted           |
| 父 ディープインパクト 2002 鹿毛 | 父の母*ウインドインハーヘア Wind in Her Hair 1991 鹿毛 | Burghclere           | Highclere            |                  |
| 母 カーニバルソング 2001 鹿毛   | 母の父*エルコンドルパサー 1995 黒鹿毛                  | Kingmambo            | Mr. Prospector       | Mr. Prospector   |
| 母 カーニバルソング 2001 鹿毛   | 母の父*エルコンドルパサー 1995 黒鹿毛                  | Kingmambo            | Miesque              |                  |
| 母 カーニバルソング 2001 鹿毛   | 母の父*エルコンドルパサー 1995 黒鹿毛                  | *サドラーズギャル    | Sadler's Wells       | Sadler's Wells   |
| 母 カーニバルソング 2001 鹿毛   | 母の父*エルコンドルパサー 1995 黒鹿毛                  | *サドラーズギャル    | Glenveagh            |                  |
| 母 カーニバルソング 2001 鹿毛   | 母の母*カルニオラ 1993 鹿毛                            | Rainbow Quest        | Blushing Groom       | Blushing Groom   |
| 母 カーニバルソング 2001 鹿毛   | 母の母*カルニオラ 1993 鹿毛                            | Rainbow Quest        | I Will Follow        |                  |
| 母 カーニバルソング 2001 鹿毛   | 母の母*カルニオラ 1993 鹿毛                            | Carnival Spirit      | Kris                 | Kris             |
| 母 カーニバルソング 2001 鹿毛   | 母の母*カルニオラ 1993 鹿毛                            | Carnival Spirit      | Fiesta Fun           |                  |
| 母系(F-No.)                     | 16号族(FN:16-a)                                        | 16号族(FN:16-a)      | 16号族(FN:16-a)      | [ § 3 ]          |
| 5代内の近親交配                 | Northern Dancer 5×5                                    | Northern Dancer 5×5  | Northern Dancer 5×5  | [ § 4 ]          |
| 出典                            | 1. 2. 3. 4.                                            | 1. 2. 3. 4.          | 1. 2. 3. 4.          | 1. 2. 3. 4.      |